# Repubblica del Transvaal
La Repubblica del Transvaal (in Afrikaans Transvaal Republiek) o Repubblica Sudafricana (in olandese: Zuid-Afrikaansche Republiek) è stata una repubblica esistita nel territorio dell'attuale Sudafrica tra il 1848 e il 1902.

## Storia
Fondata dal Voortrekker boero Marthinus Wessel Pretorius (dopo la fallimentare esperienza della Repubblica di Natalia), con capitale la città di Potchefstroom (in seguito la capitale divenne Pretoria) e un'estensione pari alla provincia sudafricana del Transvaal.
Dal 1877 al 1881 subì temporaneamente l'occupazione britannica, per poi divenire nuovamente indipendente con la vittoria dei coloni voortrekkers nella prima guerra boera.
Dopo alcune grandi conquiste in campo economico e di sviluppo sotto la presidenza di Paul Kruger, la sua esistenza terminò nel 1902 dopo la sanguinosa seconda guerra boera, quando venne annessa definitivamente dal Regno Unito e accorpata alla colonia reale del Sudafrica. Quando la colonia sudafricana divenne un dominion il Transvaal dal 1910 al 1994 formò la provincia sudafricana del Transvaal.